# 플래시아크
플래시아크는 2020년 9월에 설립된 대한민국의 플래시 포털이자 플래시게임 아카이브 사이트이다.
2020년 12월, 어도비 플래시 플레이어의 지원이 종료되면서 웹상에서 플래시를 실행하기 어려워짐에 따라 전세계 플래시게임, 플래시 애니메이션 작품을 보존하고, 에뮬레이터를 사용해 실행할 수 있도록 제공한다. 에뮬레이터는 Ruffle을 사용하며 웹어셈블리 기술이 탑재된 브라우저에서 HTML5 기반으로 플래시를 실행할 수 있다.
2025년 4월 기준, 플래시 작품은 약 56,300개가 등록되어 있다.
사용자 계정이 있으면 자신의 플래시 작품을 업로드하여 보존할 수 있으며, 즐겨찾기 기능이나 커뮤니티 게시글 작성을 할 수 있다.

## 같이 보기
- 주전자닷컴
- 플래시365